# کاردوش
کاردوش (به مجاری:  Kardos) یک منطقهٔ مسکونی در مجارستان است که در ناحیه سارواش واقع شده‌است. کاردوش ۴۲٫۷۹ کیلومتر مربع مساحت و ۶۳۲ نفر جمعیت دارد.